# شوراب (صفاشهر)
شوراب یک روستا از توابع شهرستان خرم‌بید و در نزدیکی صفاشهر است. این روستا به شهر صفاشهر، قلعه بامداد و فیروزآباد راه دارد.

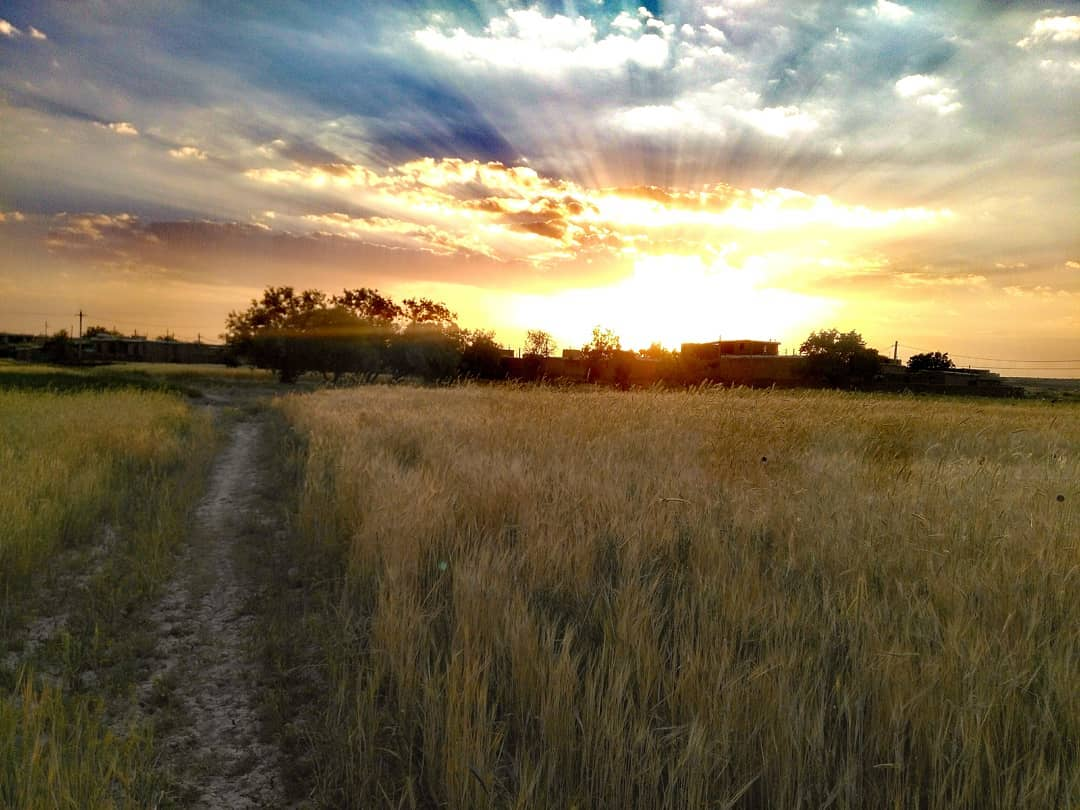
مزارع گندم و جو در روستای شوراب

اهالی این روستا به دامپروری و کشاورزی مشغول هستند و عمده محصولات کشاورزی آن‌ها گندم و جو است.